# Emirates American Football League 2015-2016
La Emirates American Football League 2015-2016 è stata la 4ª edizione del campionato emiratino di football americano di primo livello, organizzato dalla EAFL.
La finale è stata giocata Il 18 marzo 2016.

## Squadre partecipanti
| Club                | Città     | Stadio | Sponsor ufficiale |
| ------------------- | --------- | ------ | ----------------- |
| Abu Dhabi Wildcats  | Abu Dhabi |        |                   |
| Al Ain Desert Foxes | al-'Ayn   |        |                   |
| Dubai Barracudas    | Dubai     |        |                   |
| Dubai Stallions     | Dubai     |        |                   |

## Stagione regolare

### Calendario

#### 1ª giornata
| 27 novembre 2015 | Abu Dhabi Wildcats | 0 – 15 (0-0 0-6 0-3 0-6) | Dubai Barracudas |  |

#### 2ª giornata
| 11 dicembre 2015 | Dubai Barracudas | 6 – 6 | Dubai Stallions |  |

| 11 dicembre 2015 | Al Ain Desert Foxes | 0 – 21 | Abu Dhabi Wildcats |  |

#### 3ª giornata
| 15 gennaio 2016 | Dubai Barracudas | 40 – 0 | Abu Dhabi Wildcats |  |

| 15 gennaio 2016 | Al Ain Desert Foxes | 0 – 44 | Dubai Stallions |  |

#### 4ª giornata
| 29 gennaio 2016 | Dubai Barracudas | 30 – 0 | Al Ain Desert Foxes |  |

| 29 gennaio 2016 | Abu Dhabi Wildcats | 8 – 0 | Dubai Stallions |  |

#### 5ª giornata
| 5 febbraio 2016 | Al Ain Desert Foxes | 6 – 16 | Dubai Stallions |  |

#### 6ª giornata
| 12 febbraio 2016 | Dubai Stallions | 6 – 28 | Dubai Barracudas |  |

| 12 febbraio 2016 | Abu Dhabi Wildcats | 16 – 0 | Al Ain Desert Foxes |  |

#### 7ª giornata
| 26 febbraio 2016 | Abu Dhabi Wildcats | 1 – 0 (a tavolino) | Dubai Stallions |  |

| 26 febbraio 2016 | Dubai Barracudas | 36 – 0 | Al Ain Desert Foxes |  |

### Classifica
La classifica della regular season è la seguente:
- PCT = percentuale di vittorie, G = partite giocate, V = partite vinte,  P = partite perse, PF = punti fatti, PS = punti subiti

| Pos. | Squadra             | PCT  | G | V | N | P | PF  | PS  |
| ---- | ------------------- | ---- | - | - | - | - | --- | --- |
| 1    | Dubai Barracudas    | .917 | 6 | 5 | 1 | 0 | 155 | 12  |
| 2    | Abu Dhabi Wildcats  | .667 | 6 | 4 | 0 | 2 | 46  | 55  |
| 3    | Dubai Stallions     | .417 | 6 | 2 | 1 | 3 | 72  | 49  |
| 4    | Al Ain Desert Foxes | .000 | 6 | 0 | 0 | 6 | 6   | 163 |

## Playoff

### Tabellone
|  | Semifinali | Semifinali          | Semifinali |                    |    | IV Desert Bowl   | IV Desert Bowl | IV Desert Bowl |  |
|  |            |                     |            |                    |    |                  |                |                |  |
|  | 1          | Dubai Barracudas    | 33         |                    |    |                  |                |                |  |
|  | 1          | Dubai Barracudas    | 33         |                    |    |                  |                |                |  |
|  | 4          | Al Ain Desert Foxes | 0          |                    |    |                  |                |                |  |
|  | 4          | Al Ain Desert Foxes | 0          |                    | 1  | Dubai Barracudas | 21             |                |  |
|  |            |                     |            |                    | 1  | Dubai Barracudas | 21             |                |  |
|  |            |                     | 2          | Abu Dhabi Wildcats | 18 |                  |                |                |  |
|  | 2          | Abu Dhabi Wildcats  | 2          | Abu Dhabi Wildcats | 18 | 18               |                |                |  |
|  | 2          | Abu Dhabi Wildcats  |            |                    |    |                  |                |                |  |
|  | 3          | Dubai Stallions     | 8          |                    |    |                  |                |                |  |

### Semifinali
| 4 marzo 2016 | Dubai Barracudas | 33 – 0 | Al Ain Desert Foxes |  |

| 4 marzo 2016 | Abu Dhabi Wildcats | 18 – 8 | Dubai Stallions |  |

### IV Desert Bowl
| 18 marzo 2016 | Dubai Barracudas | 21 – 18 | Abu Dhabi Wildcats |  |

## Verdetti
- Dubai Barracudas Campioni degli Emirati Arabi Uniti 2015-2016